# Mike Aljoe
Michael Charles „Mike“ Aljoe (* 7. März 1964 in Buffalo, New York) ist ein ehemaliger US-amerikanischer Bobsportler.
Aljoe war bereits in der Highschool im Football aktiv und setzte dies an der University of Oklahoma fort. Auf Grund seiner sportlichen Leistungen wurde er als Anschieber ins US-amerikanische Bobteam berufen. Mit dem Piloten Brent Rushlaw nahm er an den Olympischen Winterspielen 1988 im kanadischen Calgary teil. Den Wettkampf im Zweierbob konnten sie nicht beenden. Im Viererbob war Aljoe nicht dabei, obwohl er bei den US-Trials im Vorfeld der Spiele die besten Anschubzeiten erreichte.